# Zamek w Algoso
Artykuł ten został zgłoszony do umieszczenia na stronie głównej w rubryce „Czy wiesz”.
Pomóż nam go sprawdzić: oceń zgłoszoną nominację.
Zamek w Algoso (port. Castelo de Algoso) – średniowieczny zamek położony we wsi Algoso, w gminie Vimioso, w regionie Trás-os-Montes w Portugalii. Zamek, wznoszący się na granitowym wzgórzu na wysokości ok. 600 m n.p.m., jest jednym z najważniejszych przykładów architektury militarnej z okresu rekonkwisty na tym terenie. Od 20 października 1955 roku jest klasyfikowany jako Pomnik Narodowy.

## Historia
Pierwotne osadnictwo na wzgórzu, na którym wznosi się zamek, sięga czasów przedrzymskich, o czym świadczą pozostałości luzytańsko-rzymskiego castrum. W okresie rekonkwisty tereny te należały do Królestwa Leónu. Budowę zamku w jego obecnej formie datuje się na drugą połowę XII wieku. W 1224 roku król Sancho II przekazał zamek w darze zakonowi templariuszy. Rycerze zakonni przeprowadzili w warowni znaczące prace budowlane, nadając jej obecny, gotycki charakter. Po podpisaniu traktatu z Alcañices w 1297 roku przez króla Dionizego I, zamek został ostatecznie włączony w granice Portugalii, stając się ważnym punktem obrony granicznej. Po kasacie zakonu templariuszy, zamek przeszedł na własność Zakonu Chrystusa. Wraz z utratą strategicznego znaczenia granicznego, zamek zaczął podupadać i stopniowo popadł w ruinę. W 1910 roku został sklasyfikowany jako Pomnik Narodowy. W latach 70. i 80. XX wieku Dyrekcja Generalna Budynków i Pomników Narodowych (DGEMN) przeprowadziła prace konserwatorskie i restauracyjne, które przywróciły zabytek do obecnego stanu.

## Architektura
Zamek w Algoso jest przykładem romańskiej i gotyckiej architektury militarnej, zbudowanym z lokalnego granitu i łupków. Jego plan jest nieregularny, dostosowany do skalistego ukształtowania terenu. Główne elementy architektoniczne to:
- Donżon (Torre de Menagem) – centralny i najbardziej charakterystyczny element zamku, wzniesiony na planie nieregularnego pięciokąta. Jego surowa, masywna bryła jest typowa dla średniowiecznych wież obronnych.
- Mury obronne – otaczają wewnętrzny dziedziniec, w przeszłości zwieńczone blankami.
- Brama główna – prowadząca na dziedziniec zamkowy.
- Cysterna – wykuty w skale zbiornik na wodę, kluczowy dla przetrwania załogi podczas oblężenia.

Architektura zamku odzwierciedla jego pierwotną funkcję jako surowej, trudnej do zdobycia fortecy granicznej.

## Stan obecny
Zamek w Algoso jest obecnie dobrze zachowaną ruiną, która przeszła kilka etapów prac konserwatorskich w XX i XXI wieku, mających na celu stabilizację murów i zabezpieczenie obiektu. Jako Pomnik Narodowy stanowi ważną atrakcję turystyczną regionu Trás-os-Montes i jest świadectwem burzliwej historii pogranicza portugalsko-leoneskiego. Z wzgórza zamkowego roztacza się rozległy widok na okoliczne tereny.